# Autocorrelação

Em cima mostra-se o resultado de uma colheita de 100 amostras aleatórias. Em baixo o resultado da autocorrelação "revela" a função sinusoidal

A autocorrelação é a correlação cruzada de um sinal com o ele próprio. É uma ferramenta matemática para encontrar padrões de repetição, tal como a presença de um sinal periódico obscurecidos pelo ruído, ou para identificar a frequência fundamental em falta num sinal implícita pelas suas frequências harmónicas. É frequentemente utilizada no processamento de sinais para a análise de funções ou série de valores, como por exemplo sinais no domínio do tempo.

## Definições
Existem várias interpretações físicas da autocorrelação, e mesmo várias definições, e nem todas essas definições são equivalentes. Em algumas áreas, o termo é usado como sinônimo de autocovariância.

## Estatística
Em estatística, autocorrelação é uma medida que informa o quanto o valor de uma realização de uma variável aleatória é capaz de influenciar seus vizinhos. Por exemplo, o quanto a existência de um valor mais alto condiciona valores também altos de seus vizinhos.
Segundo a definição da estatística, o valor da autocorrelação está entre 1 (correlação perfeita) e -1, o que significa anti-correlação perfeita.  O valor 0 significa total ausência de correlação.
A autocorrelação de uma dada variável se define pela distância, ou atraso com que se deseja medi-la. Quando essa distância é zero, tem-se o valor máximo 1, pois trata-se da variável correlacionada com ela mesma. Outros valores devem ser calculados caso a caso.
Supondo-se uma variável aleatória Xt discreta estacionária, dependente do tempo, com média μ, sua autocorrelação {\displaystyle \rho (k)} é definida como:
{\displaystyle \rho (k)={\frac {Cov(X_{t},X_{t+k})}{Var(X_{t})}}={\frac {\gamma (k)}{\gamma (0)}}={\frac {E[(X_{t}-\mu )(X_{t+k}-\mu )]}{\sigma ^{2}}}}
onde {\displaystyle E[]} é o valor médio, esperança matemática ou expectativa da expressão, {\displaystyle k} é o deslocamento no tempo e {\displaystyle \sigma ^{2}} é a variância da variável {\displaystyle X_{t}}.
Podemos utilizar a denotação de γ que indica a autovariância entre as variáveis — pois, neste caso, estamos descrevendo as covariâncias entre duas variáveis do processo no instante t e no instante t+k. Observa-se no denominador que o {\displaystyle \gamma (0)} representa a autocorrelação ou covariância da variável com ela mesma — assim, por definição, ela é igual à sua variância {\displaystyle Var(X_{t})=\sigma ^{2}}.
Caso se retire da fórmula acima a variância {\displaystyle \sigma ^{2}} tem-se a chamada autocovariância, que descreve o quanto a variável {\displaystyle X_{t}} varia em conjunto com sua instância com atraso {\displaystyle k}.
O conceito de autocorrelação tem aplicação a muitas áreas, que vão da análise dos sinais à óptica, passando pela economia e pela geofísica.